# Тараконска Хиспанија
Тараконска Хиспанија (лат. Hispania Tarraconensis) била је једна од три римске провинције на Пиринејском полуострву. Територија јој је покривала највећи део медитеранске обале данашње Шпаније заједно са унутрашњошћу. На југу се граничила с подручјем данашње Андалузије које је чинило провинцију Хиспанија Бетика, на западу се налазила провинција Лузитанија. Провинција је основана године 27. п. н. е. када је Октавијан Август реорганизовао римску државу. Године 293. цар Диоклецијан је спровео још једну реорганизацију. Провинција се одржала до почетка 5. века када су је освојили Визиготи. Главни град провинције је био град Тарако, данашња Тарагона.